# Servais Sassenus

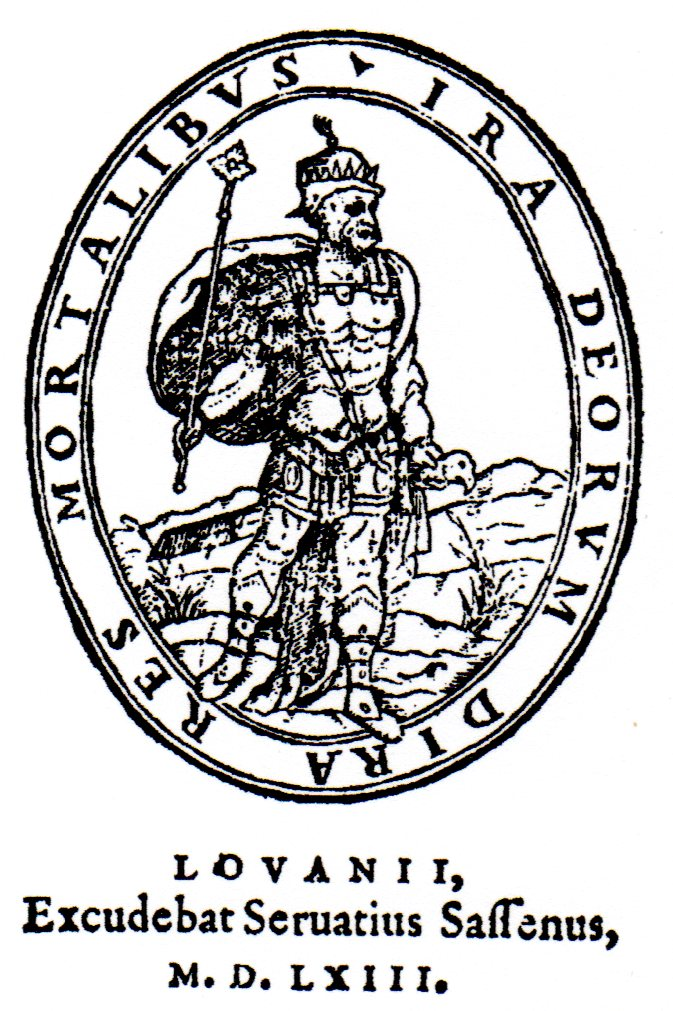
Marque typographique de Servatius Sassenus (Servais Sassen), avec la devise IRA DEORUM DIRA RES MORTALIBUS, sur le livre Hodoeporici Byzantini libri III, Louvain 1563 chez Servais Sassen.

Servais Sassenus (1531-1554), en latin Servatius Sassenus ou Zassenus, est un imprimeur de Louvain, mentionné dès 1530 et actif durant le seizième siècle. (Le capitaine Alexandre De Reume a francisé arbitrairement son nom en Servais Sassen, malgré l'absence de sources indiquant cette forme, son nom d'origine serait plutôt Van Sassen).
Il fut l'imprimeur officiel de l'Université de Louvain.
Sa famille s'est maintenue durant un siècle comme imprimeurs de l'université à Louvain.

## Sa marque typographique
Sa marque typographique que l'on peut voir par exemple sur le livre de Hugo Favolius, Hodoeporici Byzantini libri tres, publié chez lui à Louvain en 1563, représente dans un ovale un guerrier vêtu à l'antique armé d'un glaive et d'un sceptre avec la devise : IRA DEORUM DIRA RES MORTALIBUS (La colère des dieux est chose terrible pour les mortels).
Selon le capitaine A. De Reume sa marque typographique, qui d'après lui "orne le titre de la plupart de ses impressions" et celle des autres membres de sa famille "représente un écu de gueules partagé en deux par une bande de forme pyramidale, dans le haut une main sortant des nuages et tenant un livre ouvert". 
Toutefois dans son ouvrage il reproduit uniquement la marque figurant sur l'histoire de l'Université de Louvain de Nicolaus Vernulaeus publiée en 1667 par Pierre Sassenus (Nicolai Vernulaei, Academia Lovaniensis eius Origo, Incrementum, Forma, Magistratus, Facultates, Privilegia, Scholae, Collegia, Viri illustres, Res gestae..) et qui n'est pas sa marque typographique mais le blason de l'ancienne Université de Louvain!
Ce qui montre que le capitaine A. De Reume n'a jamais vu les autres livres de Servais Sassen mais lui a attribué à la légère ce qu'il croyait être la marque typographique d'un de ses descendants.

## Bibliographie

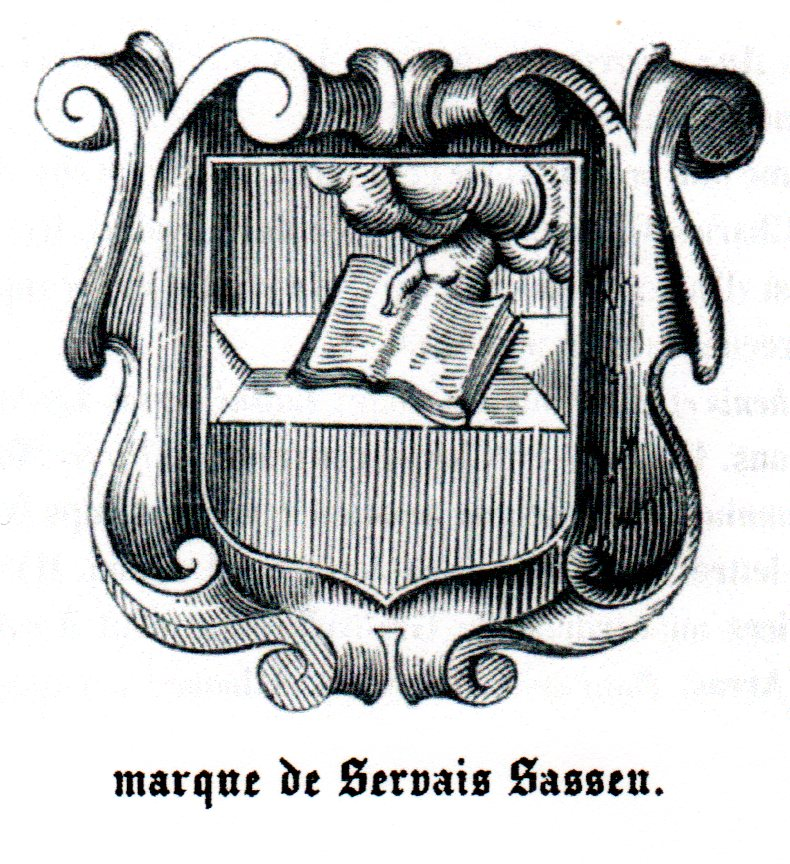
Armoiries de l'ancienne Université de Louvain que le capitaine A. De Reume, a cru erronément être la marque typographique des imprimeurs Sassenus de Louvain.(Publiée par A. De Reume, Notes sur les imprimeurs belges, avec des planches xylographiques, Bruxelles, 1848, p. 32.